# Obermeisa
Obermeisa ist eine der historischen Vorstädte von Meißen im Landkreis Meißen, Sachsen. 

## Geografie
Die Gemarkung liegt im Westen der Stadt im oberen Meisatal entlang der Jahnastraße. Nachbarorte sind Niedermeisa und das Klostergut zum Heiligen Kreuz. 

## Geschichte

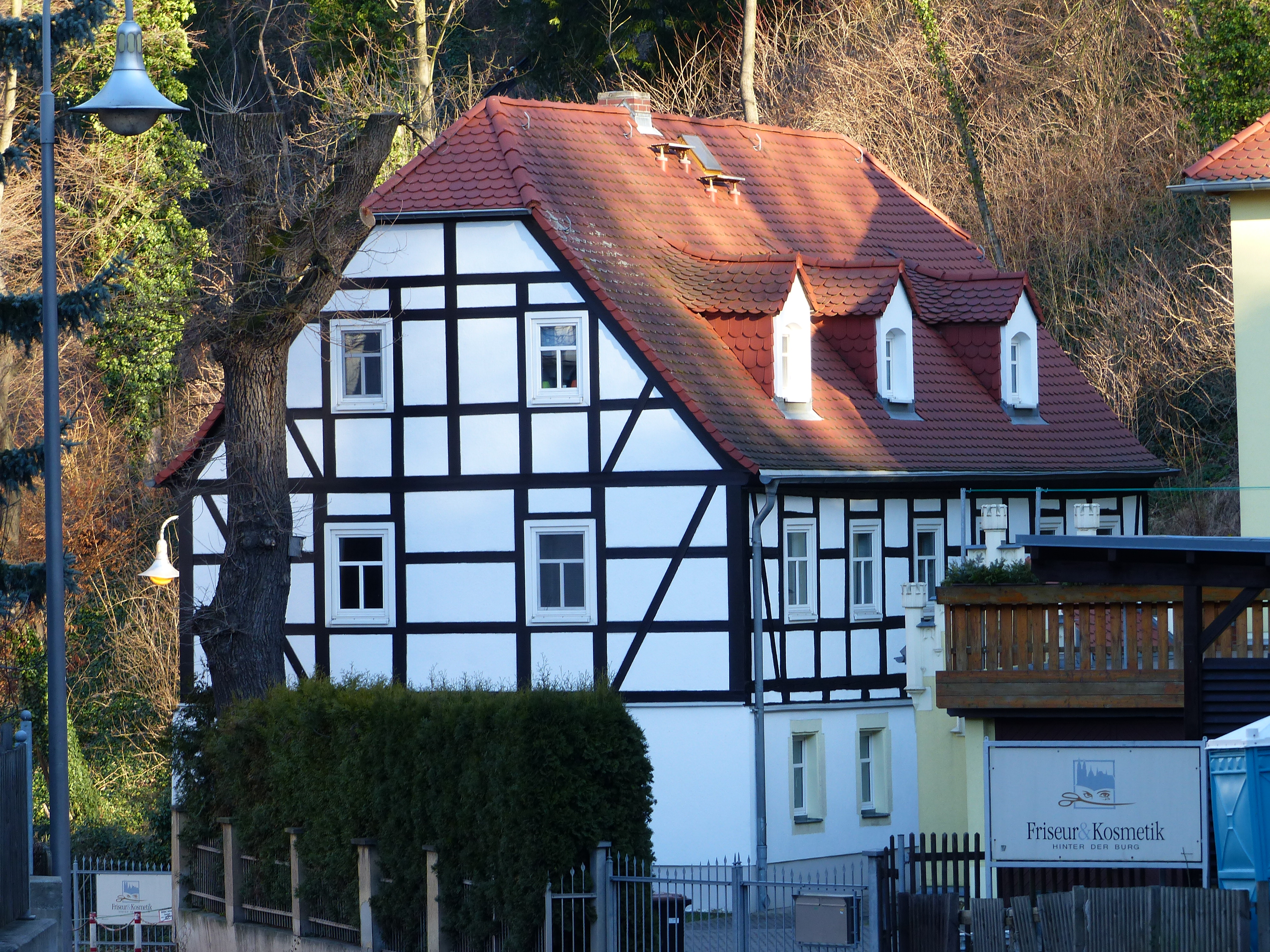
Fachwerkhaus Schlossgässchen

Erstmals erwähnt wurde das Dorf im Jahr 1428. Im Jahr 1921 wurde es Teil der neuen Gemeinde Meisatal und kam mit dieser sieben Jahre später an Meißen. In den 1930er Jahren entstand im Südwesten Obermeisas die Kynastsiedlung.

## Kultur
- St. Wolfgangskapelle, erbaut 1471

## Söhne und Töchter der Stadt
- Ernst Richard Dietze (1880–1961), Maler, Professor an der Kunstakademie Dresden